# Stefan Warkalla
Stefan Warkalla (* 22. August 1964 in Dortmund) ist ein deutscher Segler.
Stefan Warkalla, der 1987 und 1988 die Laser-Konkurrenz bei der Kieler Woche gewann, belegte 1993 bei den im neuseeländischen Takapuna ausgetragenen Weltmeisterschaften in der olympischen Laser-Klasse, die der Finne Thomas Johanson zu seinen Gunsten entschied, den 7. Rang. Er gehörte zudem bei den Olympischen Spielen 1996 dem deutschen Aufgebot an und belegte in der Laser-Klasse den fünften Platz. Zu dieser Zeit gehörte er dem Yachtclub Möhnesee an. Im Jahr dieses olympischen Wettkampfes beendete der Betriebswirt Warkalla seine professionelle Sportlerlaufbahn. Ab April 2004 war der zuvor als District Manager bei der Aral AG (1991 bis 1994) sowie ab 1994 in der Tengelmann-Gruppe auf verschiedenen Positionen beschäftigte Warkalla Geschäftsführer der Landré GmbH/ Hamelin Paperbrands in Gronau. Seit 2009 gehört er dem Management Board der Groupe Hamelin im französischen Caen an.